# Радянські іграшки
«Радянські іграшки» (рос. Советские игрушки) — радянський пропагандистський німий чорно-білий мультфільм 1924 року режисера Дзиґи Вертова. Перший мультфільм про суспільно-політичну ситуацію в Радянському Союзі, є екранізацією політичних шаржів радянського сатирика і карикатуриста Віктора Дені, опублікованих у газеті «Правда».
Мультфільм виславляє перемогу пролетаріату нової Радянської Республіки над капіталістами та показує стереотипні образи капіталістів, простих селян і робітників. Ці шаблони згодом використовували в наступних пропагандистських мультфільмах, а також у наступних анімаційних стрічках, пов’язаних із війною.

## Опис
Антигероєм фільму є «непівець» — представник підприємців, які виграли від економічної лібералізації за часів Нової економічної політики (НЕП). Цей персонаж зображений у карикатурі, він споживає всі товари і при цьому нічого не виробляє. Мультфільм «Радянські іграшки» був частиною політичної боротьби проти НЕПу, яка почалася після смерті Леніна. Це один із перших пропагандистських фільмів, які дали початок формуванню образу капіталіста як політичного ворога.
Фільм мав переконати, що тільки союз робітника і селянина може перемогти багатих, православне духовенство та інших гнобителів трудящих.

## Творча команда
- Дзиґа Вертов — режисер
- Іван Бєляков, Олександр Іванов — аніматори